# Crastatt
 Crastatt (en alsacià Gràscht) és un municipi francès, situat a la regió del Gran Est, al departament del Baix Rin. L'any 2004 tenia 187 habitants. Limita al nord-est amb Zehnacker, a l'est amb Hohengœft, al sud-est amb Wasselonne i al sud-oest amb Romanswiller i al nord-oest amb Singrist i Jetterswiller.
Forma part del cantó de Saverne, del districte de Molsheim i de la Comunitat de comunes de la Mossig i del Vignoble.

## Demografia
| 1962 | 1968 | 1975 | 1982 | 1990 | 1999 |
| ---- | ---- | ---- | ---- | ---- | ---- |
| 156  | 175  | 168  | 173  | 177  | 184  |

## Administració
| Període | Identitat      | Partit |
| ------- | -------------- | ------ |
| 2001-   | Bernard Hoerle |        |